# Pogreb svetega Hieronima (Filippo Lippi)
Pogreb svetega Hieronima je slika italijanskega renesančnega slikarja Filippa Lippija, ki prikazuje pogreb svetega Hieronima. Hrani se v Museo dell'Opera del Duomo poleg stolnice v Pratu v osrednji Italiji.

## Zgodovina
Veliko oltarno sliko je naročil prošt Prata, Geminiano Inghirami, pokrovitelj umetnosti, ki je poklical tudi Donatella in Michelozza, da delata v stolnici. Tabla je datirana iz leta 1440, vendar je bila zaradi velikih slogovnih razlik z drugimi Lippijevimi deli tega obdobja vedno veljala za lažno. Na splošno velja, da je nastala med letom 1452, ko je Lippi prispel v Prato (ali nekaj let pred tem), in Inghiramijevo smrtjo leta 1460.
Od 20. stoletja je shranjena v muzeju stolnice.

## Opis
Delo predstavlja številne like, naslikane v različnih držah. V sredini, na katafalku z dragoceno tkanino, okrašeno z granatnimi jabolki, leži telo svetega Hieronima. Obkroža ga skupina menihov, na obrazih katerih se vidita žalovanje in obup nad svetnikovo smrtjo. Tkanina iz granatnega jabolka je vidna tudi na pogrebnem spomeniku Geminiano Inghirami, nekoč v cerkvi San Francesco, pripisanem Pasquinu da Montepulcianu (1460).
Iz obrazov žalujočih je razvidno, da je Lippi preučeval Giottova dela v kapeli Bardi, saj so si nekatere kretnje zelo podobne, na primer menih, ki svetniku poljublja noge ali pa tisti, ki dviguje roke. Tudi položaj svetnika je podoben Giottovemu, pa tudi prisotnost starodavne numizmatike, ki je bila takrat zelo razširjena tema.
V ospredju je Inghirami, ki kleči, s pohabljenim mladeničem pred njim, ki kaže na Hieronimovo telo (trik, da bi preprečili, da bi rdeča oblačila darovalca zmotila opazovalca). Pohabljena figura je navdihnjena s freskami Masaccia in Masolina da Panicaleja v Brancaccijevi kapeli, ki jo je Lippi dobro poznal, saj je bil v mladosti menih v samostanu, v katerem je bila kapela.
Zgornji del table, poleg skalnatih gora s tremi sekundarnimi prizori (Čaščenje otroka in dve epizodi svetnikovega življenja), zasedajo angeli, ki jih je morda naslikal Fra' Diamante ali drug sodelavec. Med njimi so krogi, ki namigujejo na nebeške kroge, Odrešenika (s knjigo z Alfo in Omego), goloba Svetega Duha in Jezusa, ki razpira roke.
Na dnu je grb družine Inghirami.